# 英漢姆鎮區 (愛荷華州)
英汉姆鎮區（英語：Ingham Township）是美國愛荷華州富蘭克林縣的16個鎮區之一。截至2010年美國人口普查，其人口為311，共145住房。

## 歷史
英汉姆鎮區於1858年成立。

## 地理
根據2010年美國人口普查，該鎮區的總面積為36.31平方英里（94.0平方），其中土地面積36.3平方英里（94平方），水域面積為0.01平方英里（0.026平方）。